# 泉州公交27路
泉州公交27路是中华人民共和国泉州市境内的一条公共交通线路，全程16.6公里。起讫点为西湖公园至清濛唐厝村，运营时间为西湖公园：6:20-18:40；清濛唐厝村：7:00-19:00

## 历史
- 2000年10月1日，泉州公交发展有限公司（公交集团前身）开通27路小公共汽车。初期运行区间为水上乐园-清濛工业区。初期运行时间为6:24-17:30，票价分段计价¥2.0/人，使用车辆为自2路退下的10部牡丹牌小巴
- 2002年4月30日，27路与旧24路（刺桐新村-旧车站）合并，成为新27路。运行区间调整为西湖公园-泉州开发区。运营时间调整为西湖公园6:45-17:55、泉州开发区6:55-18:40[2]，并同时接手增加自24路退下的2部牡丹牌小巴
- 2005年7月20日，27路接手并更换自6路退下的14部华夏AC6750Q型汽油无空调公交车，并于当日启用无人售票制度，运营时间调整为6:10-17:55[3][4]
- 2005年12月，因第二分公司（后更名为东海公司）自原丰泽公交站迁移至新址公交东海站[5]，造成27路回场不方便，27路则由二分公司转为隶属于四分公司（后更名为城东公司）
- 2006年5月1日，27路自泉州开发区经由德泰路、崇顺街延伸至唐厝村始发终到[6]
- 2007年12月1日，因少林路拓宽改造完成，27路恢复途经少林路，取消途经北门街、中山北路、东街[7]
- 2008年1月15日，因中山南路“白改黑”施工需要，27路临时调整为途经天后路、涂门街，取消途经中山南路，16日恢复原线行驶[8]
- 2009年4月26日，27路一部运营车辆在途经刺桐饭店时，因车前一摩托车骑手闯红灯，该车刹车不及撞上该摩托车，造成摩托车骑手受伤[9]
- 2009年10月1日，27路更换为15部大金龙XMQ6762NEG3型柴油空调公交车[10][11]
- 2013年9月29日，因开通701路的需要，泉州公交抽调27路3部大金龙XMQ6762NEG3用于开通701路，27路配车降为12部[12]
- 2013年12月，701路更换为西虎QAC6600NG5之后，划拨车辆归还27路，27路配车数恢复为15部
- 2014年7月12日，因顺济新桥载荷试验需要，27路取消途经义全街、顺济新桥，改为途经温陵南路、泉州大桥至桥南立交后原线行驶。7月14日恢复原线[13]
- 2017年4月，为更换55路车型的需要，泉州公交抽调27路2部XMQ6762NEG3至55路，自此27路配车数降至12部
- 2017年5月18日，因中山南路搬迁改造，中山天后路口通行困难，自该日起27路取消途径土地后、中山南路，改为途径义全街至鲤城公安分局后原线行驶[14]
- 2017年7月20日，27路票价由分段计价¥2.0降为一票制¥1.0[15][16]
- 2018年1月19日，27路全线更换自55路、K205路、K902路退下的12部FZ6890UF3G3，原有12部XMQ6762NEG3退役
- 2018年3月27日，27路全线更换自26路退下的12部西虎QAC6100HEVG8型柴油插电式混合动力空调客车，并退下12部FZ6890UF3G3
- 2018年4月15日，27路再次更换回FZ6890UF3G3，原有QAC6100HEVG8分配至K604路
- 2018年6月15日，27路全线更换为14部大金龙XMQ6802AGBEVL2型空调电动巴士，原有12部FZ6890UF3G3封存
- 2022年1月10日，因中山南路考古勘探需要，27路自该日起往西湖公园方向单边临时取消途径中山南路、义全街、土地路、顺济新桥。改为途径泉州大桥、温陵南路至泉州汽车站北门后原线行驶至2月10日。[17]
- 2022年3月16日，因疫情防控要求暂停中心市区范围内所有公交线路运营。27路自当日首班起暂停运营至4月17日。[18]
- 2022年4月18日，27路恢复运营。[19]
- 2023年8月17日，因南迎宾大道清濛段辅道施工，自该日起27路往西湖公园方向临时取消途径诺林商城、清濛，改为途径南迎宾大道至南迎宾崇宏街口调头，再途经清濛高架桥至金浦供水公司站后原线行驶，其它不变。[20]
- 2023年9月17日，27路往西湖公园方向恢复途径诺林商城、清濛，取消途径清濛高架桥。
- 2023年12月11日，因中山南路施工改造，27路自该日起再次撤出大隘门、土地后站。改为途径义全街西段至顺济新桥后原线行驶。

## 站点
| 路线 | 路线 | 路线 | 所在地区、街道 | 所在地区、街道 | 站点名       | 备注                |
| ---- | ---- | ---- | -------------- | -------------- | ------------ | ------------------- |
|      |      |      | 丰泽区         | 新华北路       | 西湖公园     | 起讫站              |
|      |      |      | 丰泽区         | 新华北路       | 邮电公寓     | 西湖公园正门        |
|      |      |      | 丰泽区         | 新华北路       | 建南花园     |                     |
|      |      |      | 丰泽区         | 西湖街         | 西湖街西段   |                     |
|      |      |      | 丰泽区         | 西湖街         | 西湖街中段   |                     |
|      |      |      | 丰泽区         | 西湖街         | 西湖街东段   |                     |
|      |      |      | 丰泽区         | 泉山路         | 普明村       |                     |
|      |      |      | 鲤城区         | 城北路         | 大希夷       |                     |
|      |      |      | 鲤城区         | 城北路         | 刺桐新村路口 | 原名 亿兴电力       |
|      |      |      | 丰泽区         | 北清东路       | 泉州科技中学 | 原名 北清东路       |
|      |      |      | 丰泽区         | 少林路         | 后茂路口     |                     |
|      |      |      | 丰泽区         | 少林路         | 圣福花苑     |                     |
|      |      |      | 丰泽区         | 少林路         | 柑舍头       |                     |
|      |      |      | 丰泽区         | 田安北路       | 田安路北段   | 原名 刺桐饭店       |
|      |      |      | 丰泽区         | 田安北路       | 闽侨         |                     |
|      |      |      | 丰泽区         | 田安北路       | 青少年宫     |                     |
|      |      |      | 丰泽区         | 田安北路       | 丰泽小区     |                     |
|      |      |      | 丰泽区         | 田安北路       | 后坂街口     |                     |
|      |      |      | 丰泽区         | 田安南路       | 信和         |                     |
|      |      |      | 丰泽区         | 泉秀街         | 泉秀街西段   | 原名 泉州汽车站北门 |
|      |      |      | 鲤城区         | 义全街         | 幸福街口     |                     |
|      |      |      | 鲤城区         | 义全街         | 鲤城公安分局 |                     |
|      |      |      | 鲤城区         | 顺济新桥       | 朵莲寺       |                     |
|      |      |      | 鲤城区         | 南迎宾大道     | 展览城       |                     |
|      |      |      | 鲤城区         | 南迎宾大道     | 金浦供水公司 | 原名 万祥医院       |
|      |      |      | 开发区         | 南迎宾大道     | 清濛         |                     |
|      |      |      | 开发区         | 南迎宾大道     | 诺林商城     |                     |
|      |      |      | 开发区         | 德泰路         | 清濛科技园   |                     |
|      |      |      | 开发区         | 德泰路         | 仙公山公园   |                     |
|      |      |      | 开发区         | 崇顺街         | 御辇村       |                     |
|      |      |      | 开发区         | 美泰路         | 清濛唐厝村   | 起讫站              |

## 票价
27路计价方式为一票制，全程票价¥1.0。其中：
- 泉通卡普通卡9折，月票卡、敬老卡、爱心卡优惠功能有效
- 可使用泉城通APP及支付宝、云闪付、微信乘车码支付

## 配车
27路配车数总计14部，其中：
- 大金龙XMQ6802AGBEVL2 14部

- 大金龙XMQ6762NEG3
（2009.10 - 2018.1）
- 西虎QAC6100HEVG8
（2018.3 - 2018.4）
- 福达FZ6890UF3G3
（2018.1 - 2018.3/2018.4 - 2018.6）
- 金旅XML6855JEVW0C
（2018.10 - 2019.1，机动）
- 大金龙XMQ6802AGBEVL2
（2018.6 - ）

## 相关
- 泉州公交线路列表
- 泉州公交24路